# Kurłowo
Kurłowo – miasto w Rosji, w obwodzie włodzimierskim, 80 km na południe od Włodzimierza. W 2006 liczyło 7 099 mieszkańców.